# Copa ULEB 2005-06
La temporada 2005-06 de la Copa ULEB (la segunda competición de clubes de baloncesto de Europa) fue la 4.ª edición de la Copa ULEB. Se disputó del 8 de noviembre de 2005 al 11 de abril de 2006 y la organizó la Unión de Ligas Europeas de Baloncesto (ULEB).

## Formato de la competición
Para esta temporada la competición contiene 24 equipos en la fase de grupos. Hay 4 grupos, cada uno con 6 equipos. Los 24 equipos se clasificaron directamente a la Copa ULEB. Los cuatro mejores equipos de cada grupo de la fase de grupos avanzan a los octavos de final. En esta fase se juega en un formato de ida y de vuelta, determinada por un marcador global. El equipo mejor clasificado del fase de grupos juega el segundo partido de la serie en casa. Los 8 ganadores de los octavos de final avanzarán a los cuartos de final. En esta fase se juega en un formato de ida y de vuelta, determinada por un marcador global. El equipo mejor clasificado de la fase de grupos juega el segundo partido de la serie en casa. 
Los 4 ganadores de los cuartos de final avanzarán a las semifinales. En esta fase se juega en un formato de ida y de vuelta, determinada por un marcador global. El equipo mejor clasificado de la fase de grupos juega el segundo partido de la serie en casa. Los dos últimos equipos restantes avanzan a la Final. En esta fase se juega a partido único en el Spiroudome de Charleroi.

## Equipos
| Campeón | Subcampeón | Semifinales | Cuartos de final | Octavos de final | Fase de grupos |

| País                | Equipos | Equipos                   | Equipos                 | Equipos     |
| ------------------- | ------- | ------------------------- | ----------------------- | ----------- |
| Serbia y Montenegro | 3       | BC FMP                    | Crvena Zvezda           | KK Hemofarm |
| Alemania            | 2       | Alba Berlin               | Deutsche Bank Skyliners |             |
| Bélgica             | 2       | Euphony Basket Bree       | Spirou Charleroi        |             |
| España              | 2       | Adecco Estudiantes        | Etosa Alicante          |             |
| Francia             | 2       | Adecco Asvel              | Le Mans                 |             |
| Grecia              | 2       | Aris BSA                  | Panionios Forthnet      |             |
| Italia              | 2       | Landi Renzo Reggio Emilia | Virtus Roma             |             |
| Rusia               | 2       | Dynamo Moscow             | Unics                   |             |
| Bulgaria            | 1       | Lukoil Academic           |                         |             |
| Israel              | 1       | Hapoel Migdal Jerusalem   |                         |             |
| Letonia             | 1       | BK Ventspils              |                         |             |
| Países Bajos        | 1       | Demon Astronauts          |                         |             |
| Polonia             | 1       | WTK Anwil Wloclawek       |                         |             |
| Portugal            | 1       | Queluz Sintra PM          |                         |             |
| Turquía             | 1       | Besiktas JK ColaTurka     |                         |             |

## Fase de grupos
| Clasificados para la Fase Final | Eliminados |

|    | Equipo              | PJ | PG | PP | PF  | PC  | +/- |
| -- | ------------------- | -- | -- | -- | --- | --- | --- |
| 1. | Aris BSA            | 10 | 7  | 3  | 827 | 785 | +42 |
| 2. | Lukoil Academic     | 10 | 6  | 4  | 827 | 826 | +1  |
| 3. | Euphony Basket Bree | 10 | 5  | 5  | 787 | 778 | +9  |
| 4. | BK Ventspils        | 10 | 5  | 5  | 811 | 807 | +4  |
| 5. | Adecco Estudiantes  | 10 | 4  | 6  | 833 | 849 | -16 |
| 6. | Alba Berlin         | 10 | 3  | 7  | 847 | 887 | -40 |

|    | Equipo                    | PJ | PG | PP | PF  | PC  | +/- |
| -- | ------------------------- | -- | -- | -- | --- | --- | --- |
| 1. | Landi Renzo Reggio Emilia | 10 | 7  | 3  | 791 | 705 | +86 |
| 2. | KK Hemofarm               | 10 | 7  | 3  | 756 | 703 | +53 |
| 3. | Adecco Asvel              | 10 | 6  | 4  | 743 | 722 | +21 |
| 4. | Panionios Forthnet        | 10 | 4  | 6  | 710 | 746 | -36 |
| 5. | WTK Anwil Wloclawek       | 10 | 3  | 7  | 667 | 711 | -44 |
| 6. | Demon Astronauts          | 10 | 3  | 7  | 700 | 780 | -80 |

|    | Equipo                | PJ | PG | PP | PF  | PC  | +/-  |
| -- | --------------------- | -- | -- | -- | --- | --- | ---- |
| 1. | Unics                 | 10 | 9  | 1  | 814 | 640 | +174 |
| 2. | BC FMP                | 10 | 7  | 3  | 730 | 730 | +0   |
| 3. | Etosa Alicante        | 10 | 5  | 5  | 750 | 704 | +46  |
| 4. | Spirou Charleroi      | 10 | 5  | 5  | 664 | 680 | -16  |
| 5. | Besiktas JK ColaTurka | 10 | 3  | 7  | 723 | 754 | -31  |
| 6. | Queluz Sintra PM      | 10 | 1  | 9  | 709 | 882 | -173 |

|    | Equipo                  | PJ | PG | PP | PF  | PC  | +/-  |
| -- | ----------------------- | -- | -- | -- | --- | --- | ---- |
| 1. | Dynamo Moscow           | 10 | 8  | 2  | 804 | 707 | +97  |
| 2. | Hapoel Migdal Jerusalem | 10 | 7  | 3  | 859 | 823 | +36  |
| 3. | Crvena Zvezda           | 10 | 5  | 5  | 837 | 794 | +43  |
| 4. | Virtus Roma             | 10 | 5  | 5  | 782 | 805 | -23  |
| 5. | Le Mans                 | 10 | 5  | 5  | 766 | 728 | 38   |
| 6. | Deutsche Bank Skyliners | 10 | 0  | 10 | 625 | 816 | -191 |

## Fase Final
|  | Octavos de final   | Octavos de final | Octavos de final | Octavos de final |     |               | Cuartos de final | Cuartos de final | Cuartos de final | Cuartos de final |  |               | Semifinales | Semifinales | Semifinales | Semifinales |          |          | Final    | Final | Final | Final |
|  |                    |                  |                  |                  |     |               |                  |                  |                  |                  |  |               |             |             |             |             |          |          |          |       |       |       |
|  | Aris BSA           | 72               | 112              | 184              |     |               |                  |                  |                  |                  |  |               |             |             |             |             |          |          |          |       |       |       |
|  | Panionios Forthnet | 70               | 105              | 175              |     |               |                  |                  |                  |                  |  |               |             |             |             |             |          |          |          |       |       |       |
|  | Panionios Forthnet | 70               | 105              | 175              |     | Aris BSA      | 67               | 77               | 144              |                  |  |               |             |             |             |             |          |          |          |       |       |       |
|  |                    |                  |                  |                  |     | Aris BSA      | 67               | 77               | 144              |                  |  |               |             |             |             |             |          |          |          |       |       |       |
|  |                    | Adecco Asvel     | 60               | 67               | 127 |               |                  |                  |                  |                  |  |               |             |             |             |             |          |          |          |       |       |       |
|  | BC FMP             | Adecco Asvel     | 60               | 67               | 127 | 67            | 78               | 145              |                  |                  |  |               |             |             |             |             |          |          |          |       |       |       |
|  | BC FMP             |                  |                  |                  |     | 67            | 78               | 145              |                  |                  |  |               |             |             |             |             |          |          |          |       |       |       |
|  | Adecco Asvel       | 90               | 69               | 159              |     |               |                  |                  |                  |                  |  |               |             |             |             |             |          |          |          |       |       |       |
|  | Adecco Asvel       | 90               | 69               | 159              |     |               |                  |                  |                  |                  |  | Aris BSA      | 71          | 82          | 153         |             |          |          |          |       |       |       |
|  |                    |                  |                  |                  |     |               |                  |                  |                  |                  |  | Aris BSA      | 71          | 82          | 153         |             |          |          |          |       |       |       |
|  |                    | KK Hemofarm      | 74               | 77               | 151 |               |                  |                  |                  |                  |  |               |             |             |             |             |          |          |          |       |       |       |
|  | KK Hemofarm        | KK Hemofarm      | 74               | 77               | 151 | 63            | 85               | 148              |                  |                  |  |               |             |             |             |             |          |          |          |       |       |       |
|  | KK Hemofarm        |                  |                  |                  |     | 63            | 85               | 148              |                  |                  |  |               |             |             |             |             |          |          |          |       |       |       |
|  | Etosa Alicante     | 72               | 67               | 139              |     |               |                  |                  |                  |                  |  |               |             |             |             |             |          |          |          |       |       |       |
|  | Etosa Alicante     | 72               | 67               | 139              |     | KK Hemofarm   | 88               | 77               | 165              |                  |  |               |             |             |             |             |          |          |          |       |       |       |
|  |                    |                  |                  |                  |     | KK Hemofarm   | 88               | 77               | 165              |                  |  |               |             |             |             |             |          |          |          |       |       |       |
|  |                    | Landi Renzo      | 72               | 75               | 147 |               |                  |                  |                  |                  |  |               |             |             |             |             |          |          |          |       |       |       |
|  | Landi Renzo        | Landi Renzo      | 72               | 75               | 147 | 86            | 85               | 171              |                  |                  |  |               |             |             |             |             |          |          |          |       |       |       |
|  | Landi Renzo        |                  |                  |                  |     | 86            | 85               | 171              |                  |                  |  |               |             |             |             |             |          |          |          |       |       |       |
|  | BK Ventspils       | 87               | 83               | 170              |     |               |                  |                  |                  |                  |  |               |             |             |             |             |          |          |          |       |       |       |
|  | BK Ventspils       | 87               | 83               | 170              |     |               |                  |                  |                  |                  |  |               |             |             |             |             | Aris BSA | Aris BSA | Aris BSA | 60    |       |       |
|  |                    |                  |                  |                  |     |               |                  |                  |                  |                  |  |               |             |             |             |             |          | Aris BSA | Aris BSA | 60    |       |       |
|  |                    | Dynamo Moscow    | Dynamo Moscow    | Dynamo Moscow    | 73  |               |                  |                  |                  |                  |  |               |             |             |             |             |          |          |          |       |       |       |
|  | Dynamo Moscow      | Dynamo Moscow    | Dynamo Moscow    | Dynamo Moscow    | 73  | 81            | 87               | 168              |                  |                  |  |               |             |             |             |             |          |          |          |       |       |       |
|  | Dynamo Moscow      |                  |                  |                  |     | 81            | 87               | 168              |                  |                  |  |               |             |             |             |             |          |          |          |       |       |       |
|  | Spirou Charleroi   | 67               | 63               | 130              |     |               |                  |                  |                  |                  |  |               |             |             |             |             |          |          |          |       |       |       |
|  | Spirou Charleroi   | 67               | 63               | 130              |     | Dynamo Moscow | 87               | 86               | 173              |                  |  |               |             |             |             |             |          |          |          |       |       |       |
|  |                    |                  |                  |                  |     | Dynamo Moscow | 87               | 86               | 173              |                  |  |               |             |             |             |             |          |          |          |       |       |       |
|  |                    | Crvena Zvezda    | 86               | 65               | 151 |               |                  |                  |                  |                  |  |               |             |             |             |             |          |          |          |       |       |       |
|  | Lukoil Academic    | Crvena Zvezda    | 86               | 65               | 151 | 71            | 85               | 156              |                  |                  |  |               |             |             |             |             |          |          |          |       |       |       |
|  | Lukoil Academic    |                  |                  |                  |     | 71            | 85               | 156              |                  |                  |  |               |             |             |             |             |          |          |          |       |       |       |
|  | Crvena Zvezda      | 91               | 82               | 173              |     |               |                  |                  |                  |                  |  |               |             |             |             |             |          |          |          |       |       |       |
|  | Crvena Zvezda      | 91               | 82               | 173              |     |               |                  |                  |                  |                  |  | Dynamo Moscow | 84          | 92          | 176         |             |          |          |          |       |       |       |
|  |                    |                  |                  |                  |     |               |                  |                  |                  |                  |  | Dynamo Moscow | 84          | 92          | 176         |             |          |          |          |       |       |       |
|  |                    | Hapoel Migdal    | 83               | 81               | 164 |               |                  |                  |                  |                  |  |               |             |             |             |             |          |          |          |       |       |       |
|  | Hapoel Migdal      | Hapoel Migdal    | 83               | 81               | 164 | 69            | 81               | 150              |                  |                  |  |               |             |             |             |             |          |          |          |       |       |       |
|  | Hapoel Migdal      |                  |                  |                  |     | 69            | 81               | 150              |                  |                  |  |               |             |             |             |             |          |          |          |       |       |       |
|  | Euphony Bree       | 68               | 75               | 143              |     |               |                  |                  |                  |                  |  |               |             |             |             |             |          |          |          |       |       |       |
|  | Euphony Bree       | 68               | 75               | 143              |     | Hapoel Migdal | 84               | 74               | 158              |                  |  |               |             |             |             |             |          |          |          |       |       |       |
|  |                    |                  |                  |                  |     | Hapoel Migdal | 84               | 74               | 158              |                  |  |               |             |             |             |             |          |          |          |       |       |       |
|  |                    | Virtus Roma      | 92               | 56               | 148 |               |                  |                  |                  |                  |  |               |             |             |             |             |          |          |          |       |       |       |
|  | Unics              | Virtus Roma      | 92               | 56               | 148 | 86            | 70               | 156              |                  |                  |  |               |             |             |             |             |          |          |          |       |       |       |
|  | Unics              |                  |                  |                  |     | 86            | 70               | 156              |                  |                  |  |               |             |             |             |             |          |          |          |       |       |       |
|  | Virtus Roma        | 91               | 74               | 165              |     |               |                  |                  |                  |                  |  |               |             |             |             |             |          |          |          |       |       |       |

| Campeones de la Copa ULEB 2005-06 |
| --------------------------------- |
| Dynamo Moscow Primer título       |

## Galardones

### MVP de la Final
| Pos. | Jugador       | Equipo        |
| ---- | ------------- | ------------- |
| E    | Rubén Douglas | Dynamo Moscow |

| Predecesor: Copa ULEB 2004-05 | Copa ULEB 2005-06 | Sucesor: Copa ULEB 2006-07 |